# نونبارسيغونو
نونبارسيغونو هي إحدى إلهات الأمومة في الميثولوجيا السومرية، ووصفت أيضاً بكونها إلهة الشعير، وصفت بكونها إمراة كبيرة وأنها والدة الإلهة نينليل، وذكر أنها أرشدت إبنتها للإهتمام بالفنون لكي تبعده عن إنليل. ويعتقد أنها أصل الإلهة نيسابا زوجة الإله نابو في الميثولوجيا البابلية.